# Forum Wetzlar

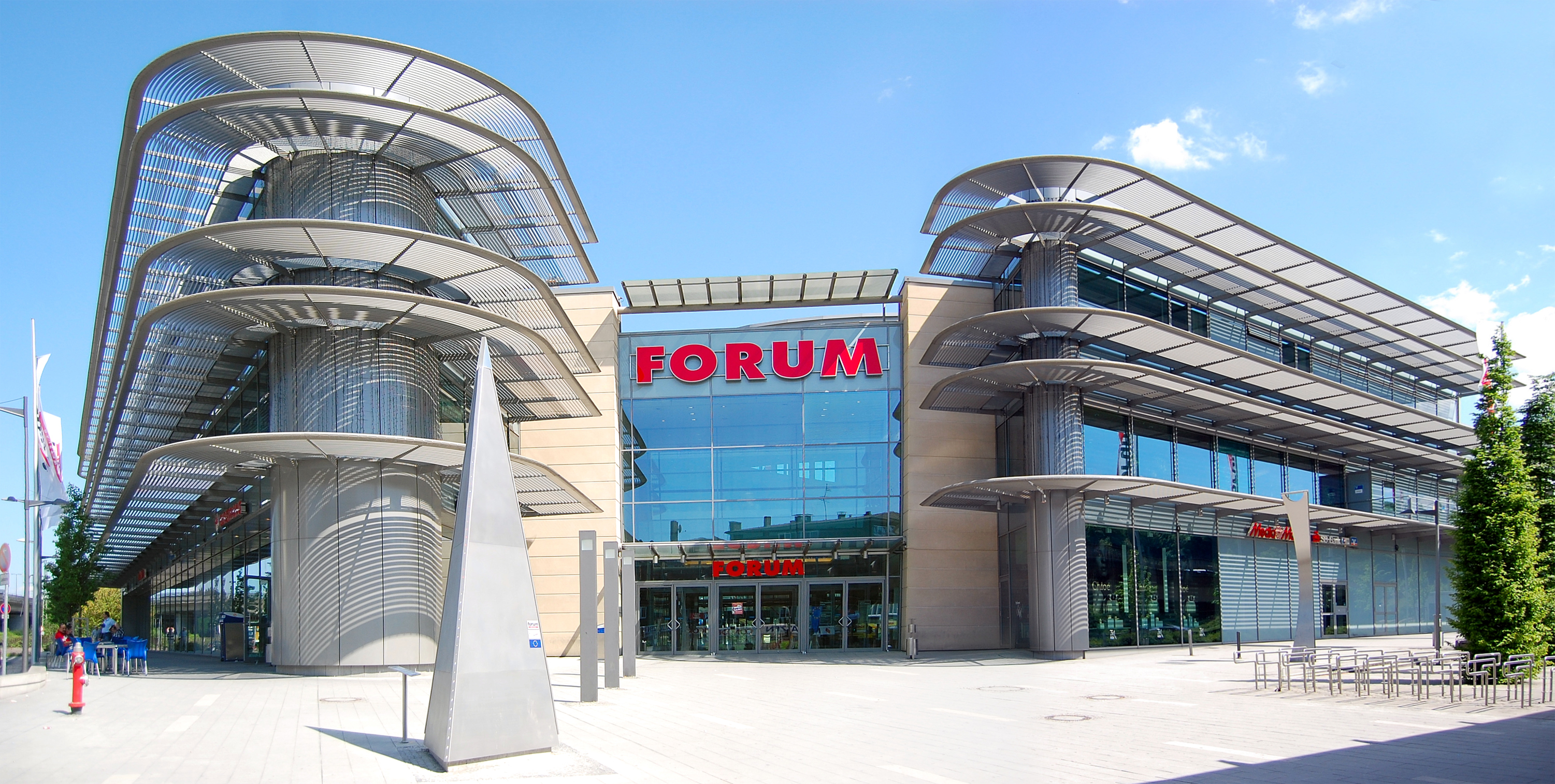
De hoofdingang

Forum Wetzlar is een winkelcentrum in de Hessische stad Wetzlar. Met een winkeloppervlakte van 24.000 m² en meer dan 100 winkels is het een van de grootste winkelcentra in Hessen. Het winkelcentrum ligt nabij het station. Elke dag wordt het winkelcentrum door ongeveer 25.000 mensen bezocht. De bouwkosten bedroegen ongeveer 130 miljoen euro.